# ダラス・マーベリックスのチーム記録
ダラス・マーベリックスチーム記録はNBAのダラス・マーベリックスのチーム記録である。
現役選手の記録も取り上げる。各部門のランク中、太字の（現役）は現在このチームに在籍していることを表す。
- 各部門のランク内では2024-2025シーズンまでの記録を反映している。

- 連勝=17(2006-07)
- 連敗=19(1992-93)

## 通算得点
1. 31,560　ダーク・ノヴィツキー
2. 16,643　ローランド・ブラックマン
3. 13,930　マーク・アグワイア
4. 12,597　デレック・ハーパー
5. 12,389　マイケル・フィンリー
6. 12,089　ルカ・ドンチッチ（現役）
7. 9,953　ジェイソン・テリー
8. 7,623　ブラッド・デイビス
9. 6,766　サム・パーキンス
10. 6,614　ジョシュ・ハワード

## 通算リバウンド
1. 11,489　ダーク・ノヴィツキー
2. 4,589　ジェームズ・ドナルドソン
3. 3,767　サム・パーキンス
4. 3,655　ルカ・ドンチッチ（現役）
5. 3,340　ショーン・ブラッドリー
6. 3,245　マイケル・フィンリー
7. 3,244　マーク・アグワイア
8. 3,211　エリック・ダンピアー
9. 3,083　ローランド・ブラックマン
10. 2,994　ドワイト・パウエル（現役）

## 通算アシスト
1. 5,111　デレック・ハーパー
2. 4,524　ブラッド・デイビス
3. 4,211　ジェイソン・キッド
4. 3,651　ダーク・ノヴィツキー
5. 3,489　ルカ・ドンチッチ（現役）
6. 2,919　スティーブ・ナッシュ
7. 2,748　ローランド・ブラックマン
8. 2,524　ジェイソン・テリー
9. 2,441　J・J・バレア
10. 2,393　マイケル・フィンリー

## 通算ブロック（73-74シーズンから）
1. 1,281　ダーク・ノヴィツキー
2. 1,250　ショーン・ブラッドリー
3. 615　ジェームズ・ドナルドソン
4. 546　エリック・ダンピアー
5. 475　カート・ニンフィス
6. 444　サム・パーキンス
7. 378　マキシ・クレバー（現役）
8. 347　サガナ・ジョップ
9. 346　ハーブ・ウィリアムス
10. 329　ロイ・タープリー

## 通算スティール（73-74シーズンから）
1. 1,551　デレック・ハーパー
2. 1,210　ダーク・ノヴィツキー
3. 954　ジェイソン・キッド
4. 748　マイケル・フィンリー
5. 735　ジェイソン・テリー
6. 712　ブラッド・デイビス
7. 668　ローランド・ブラックマン
8. 559　デビン・ハリス
9. 511　ルカ・ドンチッチ（現役）
10. 502　マーク・アグワイア

## 出場試合
1. 1,522　ダーク・ノヴィツキー
2. 883　ブラッド・デイビス
3. 872　デレック・ハーパー
4. 865　ローランド・ブラックマン
5. 700　ドワイト・パウエル（現役）
6. 637　J・J・バレア
7. 626　マイケル・フィンリー
8. 619　ジェイソン・テリー
9. 608　デビン・ハリス
10. 582　ショーン・ブラッドリー

## 3ポイントシュート（NBAでは79-80より公式記録）成功
1. 1,982　ダーク・ノヴィツキー
2. 1,276　ルカ・ドンチッチ（現役）
3. 1,140　ジェイソン・テリー
4. 981　ティム・ハーダウェイ・ジュニア（現役）
5. 870　マイケル・フィンリー
6. 778　ジェイソン・キッド
7. 705　デレック・ハーパー
8. 637　ドリアン・フィニー＝スミス（現役）
9. 616　ウェズリー・マシューズ
10. 596　J・J・バレア

## フリースロー成功
1. 7,240　ダーク・ノヴィツキー
2. 3,501　ローランド・ブラックマン
3. 2,815　マーク・アグワイア
4. 2,585　ルカ・ドンチッチ（現役）
5. 2,094　デレック・ハーパー
6. 1,851　マイケル・フィンリー
7. 1,629　サム・パーキンス
8. 1,605　ブラッド・デイビス
9. 1,375　ジェイソン・テリー
10. 1,303　ジェイ・ヴィンセント

## 50得点以上
73得点
- ルカ・ドンチッチ（vs ATL / 2024年1月26日）

60得点
- ルカ・ドンチッチ（vs NYK / 2022年12月27日）

53得点
- ダーク・ノヴィツキー（vs HOU / 2004年12月2日）
- ルカ・ドンチッチ（vs DET / 2023年1月30日）

51得点
- ダーク・ノヴィツキー（vs GSW / 2006年3月23日）
- ルカ・ドンチッチ（vs LAC / 2022年2月10日）
- ルカ・ドンチッチ（vs SAS / 2022年12月31日）

50得点
- ジャマール・マッシュバーン（vs CHI / 1994年11月12日）
- ジム・ジャクソン（vs DEN / 1994年11月26日）
- ダーク・ノヴィツキー（vs PHX / 2006年6月1日）（プレーオフ）
- ルカ・ドンチッチ（vs HOU / 2022年12月23日）
- ルカ・ドンチッチ（vs PHX / 2023年12月25日）

## ダーク・ノヴィツキーの記録
- 歴代2人目の1シーズン100本以上の3ポイントシュート成功と100ブロック以上を2001-02シーズンに記録した。

## その他
- シーズン最多平均スタッツ
  - 得点：33.9　ルカ・ドンチッチ（2023-24シーズン）
  - リバウンド：11.9　ジェームズ・ドナルドソン（1986-87シーズン）
  - アシスト：9.8　ルカ・ドンチッチ（2023-24シーズン）
  - スティール：2.3　デレック・ハーパー（1989-90シーズン）
  - ブロック：3.3　ショーン・ブラッドリー（1997-98シーズン）
- シーズン最多通算スタッツ
  - 得点：2,370　ルカ・ドンチッチ（2023-24シーズン）
  - リバウンド：973　ジェームズ・ドナルドソン（1986-87シーズン）
  - アシスト：783　ジェイソン・キッド（1995-96シーズン）
  - スティール：187　デレック・ハーパー（1989-90シーズン）
  - ブロック：228　ショーン・ブラッドリー（2000-01シーズン）
- 新人最多平均スタッツ
  - 得点：21.2　ルカ・ドンチッチ（2018-19シーズン）
  - リバウンド：7.8　ルカ・ドンチッチ（2018-19シーズン）
  - アシスト：7.7　ジェイソン・キッド（1994-95シーズン）
- トリプル・ダブル達成回数（1979-80シーズンより公式記録）
  - 80回：ルカ・ドンチッチ
  - 21回：ジェイソン・キッド
  - 6回：マイケル・フィンリー

- 1993-94シーズン
  - チームは1勝23敗でスタートして、1月末時点でも3勝40敗だった。ESPNでも1ヶ月に1勝しかあげないことが取り上げられた。
  - この年、永年マーベリックスでプレイを続けてきたデレック・ハーパーがニューヨーク・ニックスにトレード期限ぎりぎりに移籍してNBAファイナルへ出場した。

- 連続フリースロー成功=49　スティーブ・ナッシュ

## 主なアメリカ国籍以外の選手
- ローランド・ブラックマン（パナマ）
- デトレフ・シュレンプ（ドイツ）
- マーティン・マーセップ（エストニア）
- ショーン・ブラッドリー（ドイツ）
- スティーブ・ナッシュ（カナダ）
- ダーク・ノヴィツキー（ドイツ）
- エドアルド・ナヘラ（メキシコ）
- 王治郅（中国）
- サガナ・ジョップ（セネガル）
- J・J・バレア（プエルトリコ）
- ペジャ・ストヤコビッチ（セルビア）
- 易建聯（中国）
- ホセ・カルデロン（スペイン）
- ザザ・パチュリア（ジョージア）
- サラー・メジュリ（チュニジア）
- アンドリュー・ボーガット（オーストラリア）
- ドワイト・パウエル（カナダ）
- マキシ・クレバー（ドイツ）
- ルカ・ドンチッチ（スロベニア）
- クリスタプス・ポルジンギス（ラトビア）
- ジョシュ・グリーン（オーストラリア）
- フランク・ニリキナ（フランス）
- ダービス・ベルターンス（ラトビア）
- AJ・ローソン（カナダ）
- ダンテ・エクザム（オーストラリア）
- オリビエ＝マクサンス・プロスパー（カナダ）